# Wallace-Zwergohreule
Die Wallace-Zwergohreule (Otus silvicola), oder auch Wallaceeule, ist eine Eulenart aus der Gattung der Zwergohreulen. Sie kommt auf zwei der Kleinen Sundainseln vor.

## Beschreibung

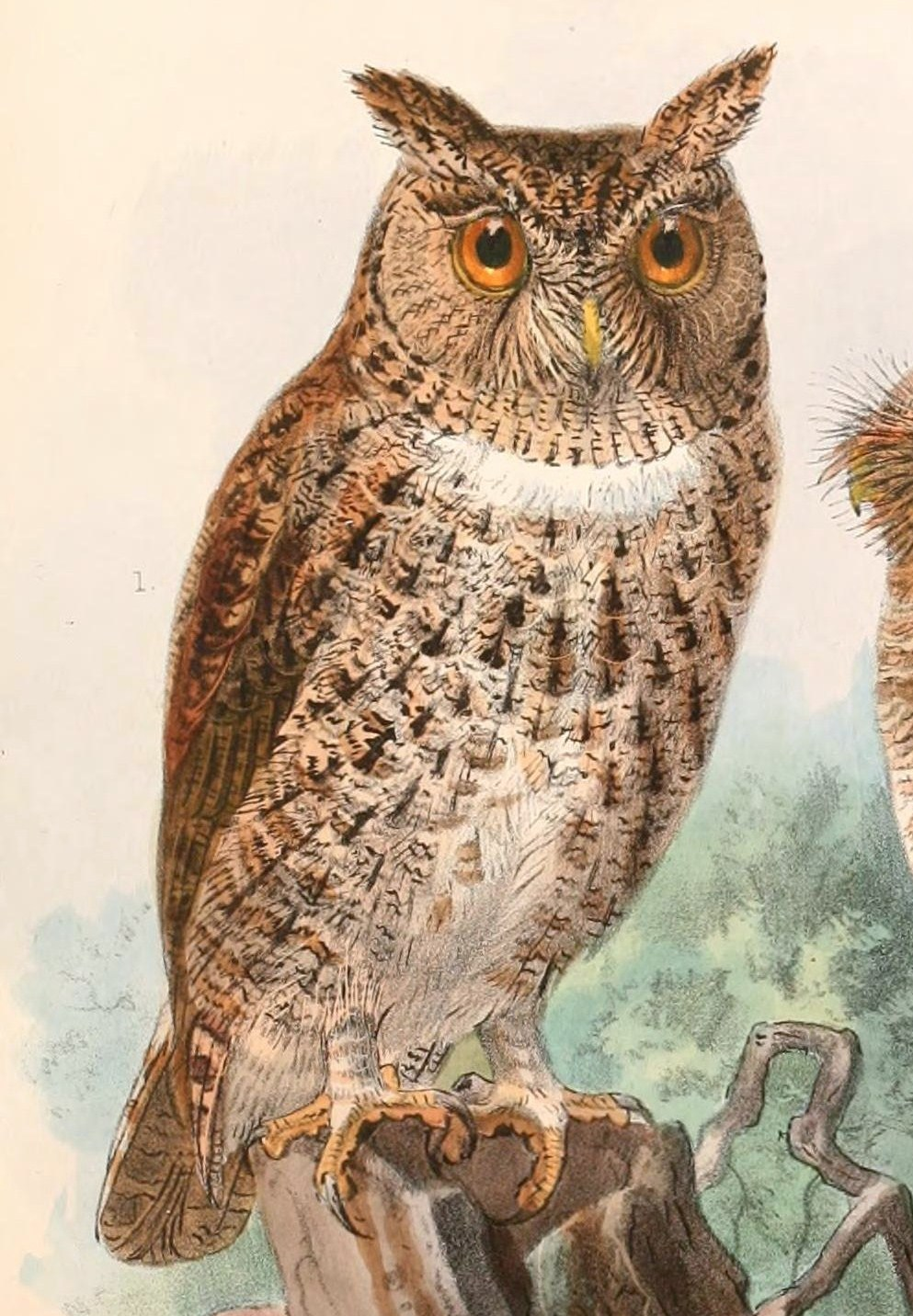
Wallace-Zwergohreule, Illustration

Die Größe beträgt 23 bis 27 Zentimeter, das Gewicht eines einzelnen Exemplars betrug 212 Gramm. Die Oberseite ist hell graubraun mit einigen dunkleren Kritzeln und schwarzem Grätenmuster. Auf den Schwingen befinden sich dunkelbraune und gelbliche Bänder. Die Unterseite ist weißlich bis mattgelb mit spärlichen, kräftigen, grätenartigen Abzeichen und wellenförmigen dunklen Querbinden. Das Gesicht ist recht hell mit weißlichen Augenbrauen, matt orangegelben Augen, einem gräulich hornfarbenen Schnabel und ziemlich langen Federohren. Die Beine sind dicht befiedert, die Krallen hornfarben.

## Lebensweise
Sie bewohnt tropische Wälder, auch Sekundärwälder und Bambusdickicht, oft nicht weit von Siedlungen entfernt, bis in 2000 Meter Höhe. Vermutlich lebt sie von Insekten. Die Stimme besteht aus einer Serie von neun bis 18 tief fauchenden Lauten.

## Verbreitung
Die Wallace-Zwergohreule bewohnt die Inseln Sumbawa und Flores, wo sie stellenweise nicht selten ist.